# David Copperfield lézerillúziója
A lézerillúzió David Copperfield számos show-műsorában szerepel. A bűvészt asszisztensei két, vagy több részre vágják lézersugár segítségével, melyek önállóan mozognak.

## Az illúzió leírása
A CBS amerikai tévétársaság által 2001-ben sugárzott "Copperfield: Tornado of Fire" című show-műsorban Copperfieldet segítői két részre vágták egy lézersugár segítségével. Szikrák és lángcsóvák kísérték a lézersugár útját, ahogyan az éppen kettévágta a művészt. Copperfield ebben a műsorszámban azt demonstrálta nézői számára, mintha ténylegesen kettévágta volna őt a lézer és felsőtestével egy székre helyezkedett rá, miközben különálló alsóteste önálló életet élt és jól láthatóan állva maradt. A műsorszám végén Copperfield még mindig altestétől különválva lejön egy lépcsőn, majd újból összeilleszti magát és ismét egy teljes testben jelenik meg a nézők előtt. Az illúziót tervezője, Steve Fearson eleinte "Man Apart" címmel illette, melynek jelentése: "A szétválasztott ember". Mindössze egyetlen tévéadás után, Fearson eladta a műsorszám kizárólagos jogait Copperfieldnek eddig még nyilvánosságra nem hozott összegért.

## Fordítás
- Ez a szócikk részben vagy egészben  a   David Copperfield's laser illusion című angol Wikipédia-szócikk fordításán alapul.  Az eredeti cikk szerkesztőit annak laptörténete sorolja fel. Ez a jelzés csupán a megfogalmazás eredetét és a szerzői jogokat jelzi, nem szolgál a cikkben szereplő információk forrásmegjelöléseként.